# フランツ・カイザー (小惑星)
フランツ・カイザー(3183 Franzkaise)は、1949年8月2日にカール・ラインムートがハイデルベルクで発見した小惑星である。21個の小惑星を発見したドイツの天文学者フランツ・カイザーの名前に由来する。